# Aeroporto Regional do Planalto Serrano
O Aeroporto Regional do Planalto Serrano (IATA: EEA / ICAO: SNCP) é um aeródromo público localizado no município de Correia Pinto, em Santa Catarina. Sua administração foi terceirizada para a empresa Infracea. 
Está situado em área de aproximadamente 193 hectares às margens da Rodovia BR-116, distando cerca de seis quilômetros a sul da sede do município de Correia Pinto e a 24 quilômetros do centro de Lages, principal cidade da região, com população estimada em 160 mil habitantes. O terminal serve as regiões catarinenses do Planalto Serrano, Meio-Oeste e do Alto Vale do Itajaí.

## Histórico
Em virtude da impossibilidade de ampliação do Aeroporto de Lages, que serve a região, a administração estadual iniciou os estudos para a construção de um novo aeródromo em 1997, sendo as obras iniciadas em 2002. O Governo do Estado de Santa Catarina investiu 63 milhões de reais na construção da pista de pouso e decolagem, do terminal de passageiros e na implantação e instalação dos sistemas de auxílios de proteção ao voo e navegação aérea.
Em 18 de janeiro de 2018, a Empresa Brasileira de Infraestrutura Aeroportuária (INFRAERO) assumiu a administração, manutenção e consultoria do aeroporto, objetivando sua homologação (inscrição cadastral).
Em 31 de Janeiro de 2020, a INFRAERO recebeu da Agencia Nacional de Aviação Civil - ANAC, a Portaria nº315/ANAC, que inscreveu no cadastro da agência o Aeroporto Regional do Planalto Serrano, designando o seu indicador de localidade como SNCP. O Aeródromo foi homologado para o código de referência 3C com operações aéreas VFR/IFR diurno e noturno. Com a publicação da Portaria 315/ANAC, o aeródromo foi habilitado para o tráfego de aeronaves executivas e de aviação geral.
A pista do aeroporto possui 1.802 metros de comprimento com largura de 30 metros, com áreas de escape (RESA) declaradas para as duas cabeceiras (09/27). A cabeceira 09 foi deslocada para comportar a RESA e as respectivas distâncias declaradas ASDA, TODA, TORA e LDA das pistas foram compatibilizadas e publicadas. O pátio de estacionamento de aeronaves possui duas posições para atendimento simultâneo de aeronaves Embraer 195 e mais seis posições para aeronaves executivas código "A". 
Em 19 de julho de 2020, a Infracea (Infraestrutura em Controle do Espaço Aéreo e Aeroportos) Serviços Aéreos assumiu a administração do aeroporto, sendo responsável por sua operação e manutenção.

### Homologação
Em fevereiro de 2020, após 18 anos de obras e melhorias, o aeroporto foi homologado junto à ANAC para operações comerciais.

### Voos comerciais
Em abril de 2022, a Azul Linhas Aéreas passou a operar no Aeroporto Regional do Planalto Serrano, com voos para Campinas.
Em maio do mesmo ano, a Gol Linhas Aéreas manifestou interesse em operar no local.